# Angela Woosley
Angela Woosley (30 de septiembre de 1990) es una deportista canadiense que compitió en judo. Ganó una medalla de bronce en los Juegos Panamericanos de 2011 en la categoría de –48 kg.

## Palmarés internacional
| Juegos Panamericanos | Juegos Panamericanos | Juegos Panamericanos | Juegos Panamericanos |
| Año                  | Lugar                | Medalla              | Categoría            |
| -------------------- | -------------------- | -------------------- | -------------------- |
| 2011                 | Guadalajara (México) | Medalla de bronce    | –48 kg               |